# Ostertagia
Ostertagia (benannt nach Robert von Ostertag) ist eine Gattung der Fadenwürmer mit 53 Arten und weltweiter Verbreitung, die im Labmagen von Wiederkäuern parasitieren. Die tiermedizinisch bedeutendsten Arten sind der Braune Magenwurm (Ostertagia ostertagi) und Ostertagia leptospicularis.

## Merkmale
Der Körper weist Längsleisten auf. Das Vorderende ist ohne Bläschen, Halspapillen sind ausgebildet, die Mundhöhle sehr klein. Die Bursa copulatrix der Männchen hat zwei große Seitenlappen und einen kleinen Dorsallappen. Die Spitzen ihrer bauchseitigen Rippen liegen eng beieinander. Die anterolateralen Rippen haben zu den anderen seitlichen einen kleinen Abstand. Die externosdorsalen Rippen entspringen aus der Basis der dorsalen Rippe und verlaufen neben dieser. Die verlängerte Dorsalrippe spaltet sich an ihrem Ende. Die Spicula sind kurz und gleich lang, eine Führungsstruktur (Gubernaculum) ist vorhanden. Vor der Bursa copulatrix liegen deutliche Papillen. Die Vulva der Weibchen liegt im hinteren Körperbereich und ist von einer Klappe bedeckt.

## Lebenszyklus
Die Adulten leben auf der Schleimhaut des Labmagens. Das Weibchen gibt elliptische, dünnwandige und transparente Eier ab, die mit dem Kot in die Außenwelt gelangen und bereits 16 bis 32 Blastomere enthalten. Unter optimalen Temperatur- und Feuchtigkeitsbedingungen schlüpft die Larve 1 und häutet sich zweimal zur ansteckenden Larve 3. Diese wird beim Grasen aufgenommen. Im Pansen verlieren die Larven ihre Außenhülle und dringen in die Magendrüsen des Labmagens ein. Hier häutet sich die Larve 3 unter beträchtlicher Größenzunahme zur Larve 4 und bildet 1 bis 2 mm große Knötchen mit einem zentralen Loch. Die Schleimhaut wird hyperplastisch und die Produktion von Pepsin wird stark vermindert. Im Winter können die Larven dann eine Ruhephase (Hypobiose) einlegen und ihre Weiterentwicklung unterbrechen. Mit der Häutung zur Larve 5 gelangt diese zurück in das Lumen des Labmagens. Die Präpatenz beträgt mindestens etwa drei Wochen.

## Arten
Zur Artunterscheideúng werden vor allem die Morphologie der männlichen Genitalien und Größenmessungen herangezogen. Zur Gattung gehören unter anderem:
- Ostertagia antipini
- Ostertagia arctica
- Ostertagia buriatica
- Ostertagia dahurica
- Ostertagia drozdzi
- Ostertagia gruehneri
- Ostertagia kolchida
- Ostertagia lasensis
- Ostertagia leptospicularis
- Ostertagia lyrataeformis
- Ostertagia mossi
- Ostertagia murmani
- Ostertagia nemorhaedi
- Ostertagia orloffi
- Ostertagia ostertagi
- Ostertagia skrjabini
- Ostertagia trifurcata
- Ostertagia volgaensis